# Ca' del Duca
Ca' del Duca è un palazzo veneziano collocato nel sestiere di San Marco e affacciato sul Canal Grande a fianco a Palazzo Falier dove sfocia il Rio del Duca. La porta da terra si trova in Corte del Duca, detta anche Corte del Duca Sforza.

## Storia
Il progetto dell'edificio fu affidato a Bartolomeo Bon da Marco Cornaro, padre di Caterina Cornaro: era stata pianificata la realizzazione di un edificio così grande da poter ospitare il salone da ricevimento più esteso della città. Non ancora terminato, fu venduto nel 1461 a Francesco Sforza che ne affidò la ricostruzione in forma grandiose al Filarete. Prima che il progetto potesse essere attuato il Palazzo gli fu però espropriato a causa della rivalità che si era andata a creare tra la Repubblica Serenissima di Venezia e il Ducato di Milano. Un secondo progetto di ristrutturazione venne affidato a Jacopo Sansovino dal Procuratore di San Marco Vittore Grimani: nemmeno questa volta il progetto vide la luce.
Durante gli anni 20 del XVI secolo venne usato come studio da Tiziano, che ivi realizzò molte delle tele destinate alla decorazione di Palazzo Ducale. Nel 1618 vi si stabilì Alfonso de la Cueva-Benavides y Mendoza-Carrillo, nobile spagnolo recatosi a Venezia nelle vesti di ambasciatore: fu costretto a fuggire perché coinvolto nella Congiura di Bedmar, ordita ai danni della Serenissima.
Nel 2011 il palazzo ha ospitato il Padiglione del Lussemburgo in occasione della 54ª Biennale d'Arte.

## Descrizione
Il palazzo è contraddistinto dalla presenza di tre facciate: una insiste sul Canal Grande, una sul Rio del Duca e una su Corte del Duca.
La facciata principale del Palazzo, risalente al XIX secolo, appare visibilmente incompiuta nella sua semplicità espressiva. Unici elementi rimanenti dell'antica costruzione sono due poderosi tronchi di colonna, un basamento bugnato a diamante, i portali ad acqua e le finestre del piano terra: tutti questi elementi decorano la facciata laterale sull'omonimo rio. La facciata sulla corte, pur apparendo imponente per la sua estensione, non presenta elementi di pregio.